# Carlo Rossetti
Pour les articles homonymes, voir Carlo Rossetti (diplomate).
Carlo Rossetti (né en 1614 à Faenza, en Émilie-Romagne, Italie, alors dans les États pontificaux) et mort le 23 novembre 1681 à Faenza) est un cardinal italien du XVIIe siècle.

## Biographie
Carlo Rossetti étudie à l'université de Bologne. Il est chanoine à Ferrare et référendaire au tribunal suprême de la Signature apostolique. Rossetti est ministre apostolique auprès de la reine d'Angleterre, mais il est menacé par les puritains et le pape lui commande de quitter l'Angleterre. Il devient nonce extraordinaire au congrès de Munster pendant trois ans. En 1641 Rossetti est nommé archevêque titulaire de Tarse et est transféré à Ferrare en 1643.
Il est créé cardinal par le pape Urbain VIII lors du consistoire du 13 juillet 1643. Le cardinal Rossetti est nommé légat a latere aux congrès de Munster et Osnabruck. Il est camerlingue du Sacré Collège en 1654-1656 et nommé vice-doyen du Collège des cardinaux en 1680.
Le cardinal Rossetti participe au conclave de 1644, lors duquel Innocent XI est élu pape, et aux conclaves de 1655 (élection d'Alexandre VII), de 1667 (élection de Clément IX), de 1669-1670 (élection de Clément X) et de 1676 (élection d'Innocent XI).